# اونجه‌قلعه
اونجه‌قلعه (به ترکی آذربایجانی: Öncəqala) یک منطقه مسکونی در جمهوری آذربایجان است که در شهرستان ماساللی واقع شده‌است.

## جمعیت
اونجه‌قلعه ۲۰۳۷ نفر جمعیت دارد.

## دین
در اونجه‌قلعه یک هیئت مذهبی وجود دارد.